# Iglesia ortodoxa rusa autónoma
La Iglesia ortodoxa rusa autónoma (en ruso: Российская православная автономная церковь, Rosíiskaya pravoslávnaya avtnómnaya tsérkov) es una organización religiosa que primero se separó en 1990 de la Iglesia ortodoxa rusa para unirse a la Iglesia ortodoxa rusa fuera de Rusia y después secesionada de la última en 1995 proclamándose independiente en el proceso de así llamado el "Cisma de Súzdal" (en ruso: Суздальский раскол). 
No está reconocida por ninguna de las Iglesias ortodoxas canónicas. Está liderada actualmente por Teodoro Guineievski, el Metropolitano de Súzdal y Vladímir. Para el año 2017, la Iglesia ortodoxa rusa autónoma contaba con: 35 parroquias oficialmente registradas; 30 parroquias que operan como grupos religiosos; 20-30 parroquias ilegales ("catacumbas"); 10 obispos, 40 sacerdotes, 20 monjas y aproximadamente 5 mil laicos.